# Maximilian Beyer (Radsportler)
Maximilian Beyer (* 28. Dezember 1993 in Nordhausen) ist ein ehemaliger deutscher Radrennfahrer.

## Sportliche Laufbahn
2010 wurde Maximilian Beyer mit dem deutschen Junioren Bahn-Vierer auf dem Velodromo Fassa Bortolo im italienischen Montichiari Dritter bei den Bahn-Weltmeisterschaften, gemeinsam mit Lucas Liß, Kersten Thiele und Christopher Muche. Im Jahr darauf wurde er deutscher Junioren-Meister im Punktefahren und Vize-Meister in der Einerverfolgung.
Ab 2012 startete Beyer in der Elite-Klasse. Bei den deutschen Bahn-Meisterschaften in der Oderlandhalle in Frankfurt (Oder) wurde er Siebter in der Einerverfolgung, Dritter in der Mannschaftsverfolgung (mit Theo Reinhardt, Hans Pirius und Sebastian Wotschke) sowie Dritter im Zweier-Mannschaftsfahren, mit Pirius. Bei den Bahn-Europameisterschaften im selben Jahr im litauischen Panevėžys errang er gemeinsam mit Liß, Reinhardt und Henning Bommel die Silbermedaille in der Mannschaftsverfolgung, ebenso bei der Austragung des Bahnrad-Weltcups 2012/2013 in Glasgow.
2013 gewann Maximilian Beyer die Harzrundfahrt und wurde deutscher Meister im Omnium und im Scratch, wo er schon 2012 Meister wurde, sowie deutscher Vizemeister in der Einerverfolgung. 2015 gewann er das Omnium beim dritten Lauf des Bahnrad-Weltcups in Cali. Bei den UEC-Bahn-Europameisterschaften 2017 in Berlin errang er im Punktefahren die Bronzemedaille.
2019 wurde Beyer bei den deutschen Meisterschaften im Scratch und, gemeinsam mit Theo Reinhardt, im Zweier-Mannschaftsfahren deutscher Meister. Bei den Bahneuropameisterschaften in Apeldoorn im selben Jahr errangen die beiden Fahrer die Bronzemedaille in dieser Disziplin.

## Erfolge

### Bahn
2010
- Weltmeisterschaft – Mannschaftsverfolgung (Junioren) mit Lucas Liß, Christopher Muche und Kersten Thiele

2011
- Deutscher Meister – Punktefahren (Junioren)

2012
- Europameisterschaft – Mannschaftsverfolgung mit Henning Bommel, Lucas Liß und Theo Reinhardt
- Deutscher Meister – Scratch

2013
- Deutscher Meister – Scratch
- Deutscher Meister – Omnium

2015
- Weltmeisterschaft – Punktefahren
- Bahnrad-Weltcup in Cali – Omnium
- Deutscher Meister – Scratch

2016
- Deutscher Meister – Omnium
- Deutscher Meister – Mannschaftsverfolgung (mit Leif Lampater, Lucas Liß und Marco Mathis)

2017
- Europameisterschaft – Punktefahren

2019
- Deutscher Meister – Omnium
- Deutscher Meister – Scratch
- Deutscher Meister – Zweier-Mannschaftsfahren (mit Theo Reinhardt)
- Europameisterschaft – Zweier-Mannschaftsfahren (mit Theo Reinhardt)

### Straße
2013
- Harzrundfahrt

2014
- eine Etappe Tour de Berlin

2016
- zwei Etappen Bałtyk-Karkonosze Tour
- eine Etappe Dookoła Mazowsza

2017
- eine Etappe Bałtyk-Karkonosze Tour